# Museo statale di Majdanek
Il Museo statale di Majdanek (in polacco: Państwowe Muzeum na Majdanku) è un museo commemorativo e un centro educativo fondato nell'autunno del 1944 sul terreno del campo di concentramento di Majdanek, in Polonia. Fu il primo nel suo genere al mondo, interamente dedicato alla memoria delle atrocità commesse nei campi di concentramento, di lavoro forzato e di sterminio dei sottocampi di Majdanek durante la seconda guerra mondiale. Svolge diversi compiti, tra cui la ricerca accademica sull'Olocausto in Polonia; ospita una collezione permanente di oggetti rari, fotografie d'archivio e testimonianze.

## Luogo

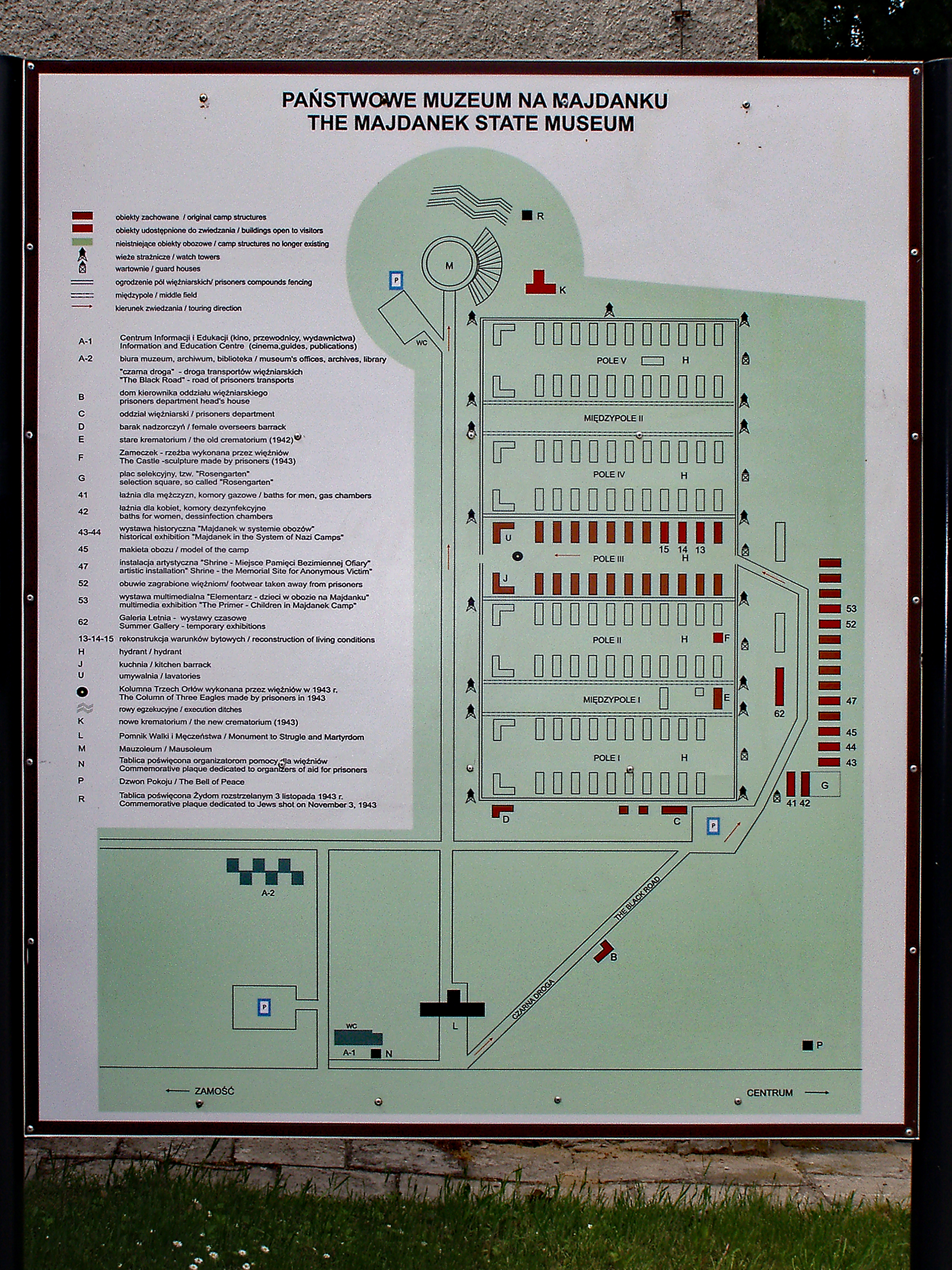
Mappa dettagliata di tutti gli edifici e luoghi di martirio delle vittime del campo di concentramento di Majdanek.

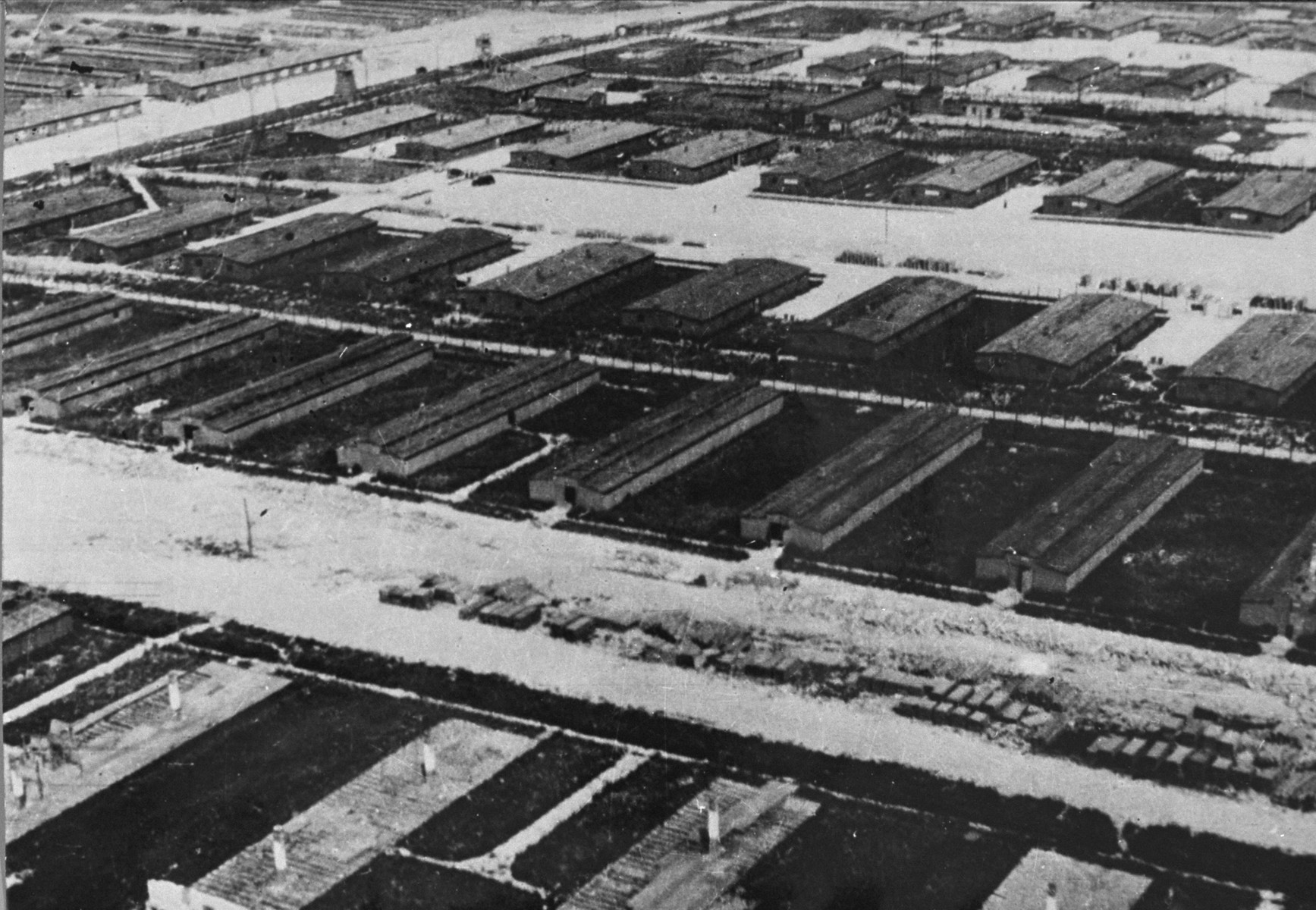
Il campo di concentramento di Majdanek, fotografia del 24 giugno 1944.

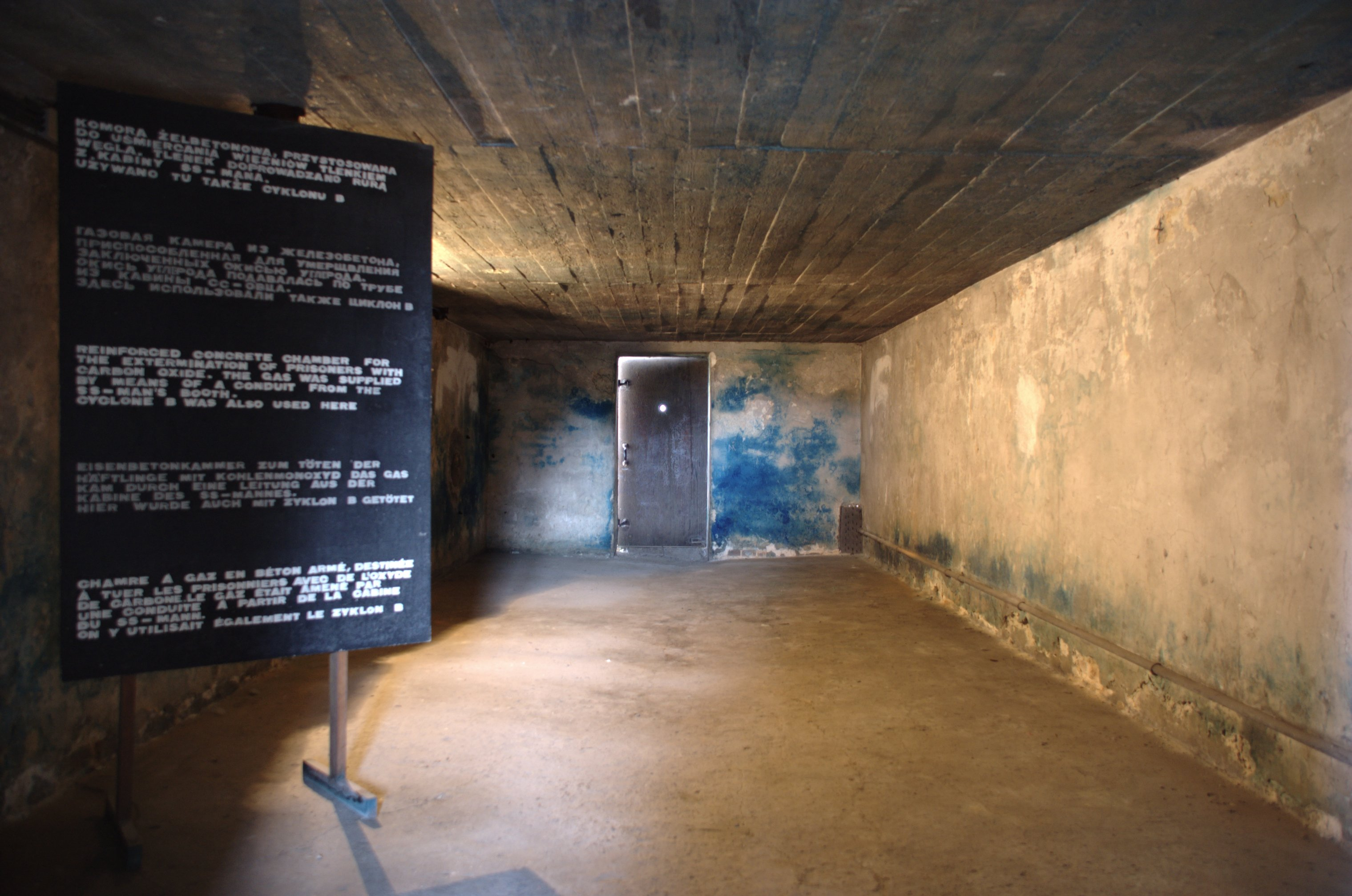
La camera a gas di Majdanek con visibile la macchia blu di Zyklon B sulla parete di fondo, permanentemente bruciata nel cemento accanto al condotto di rilascio.

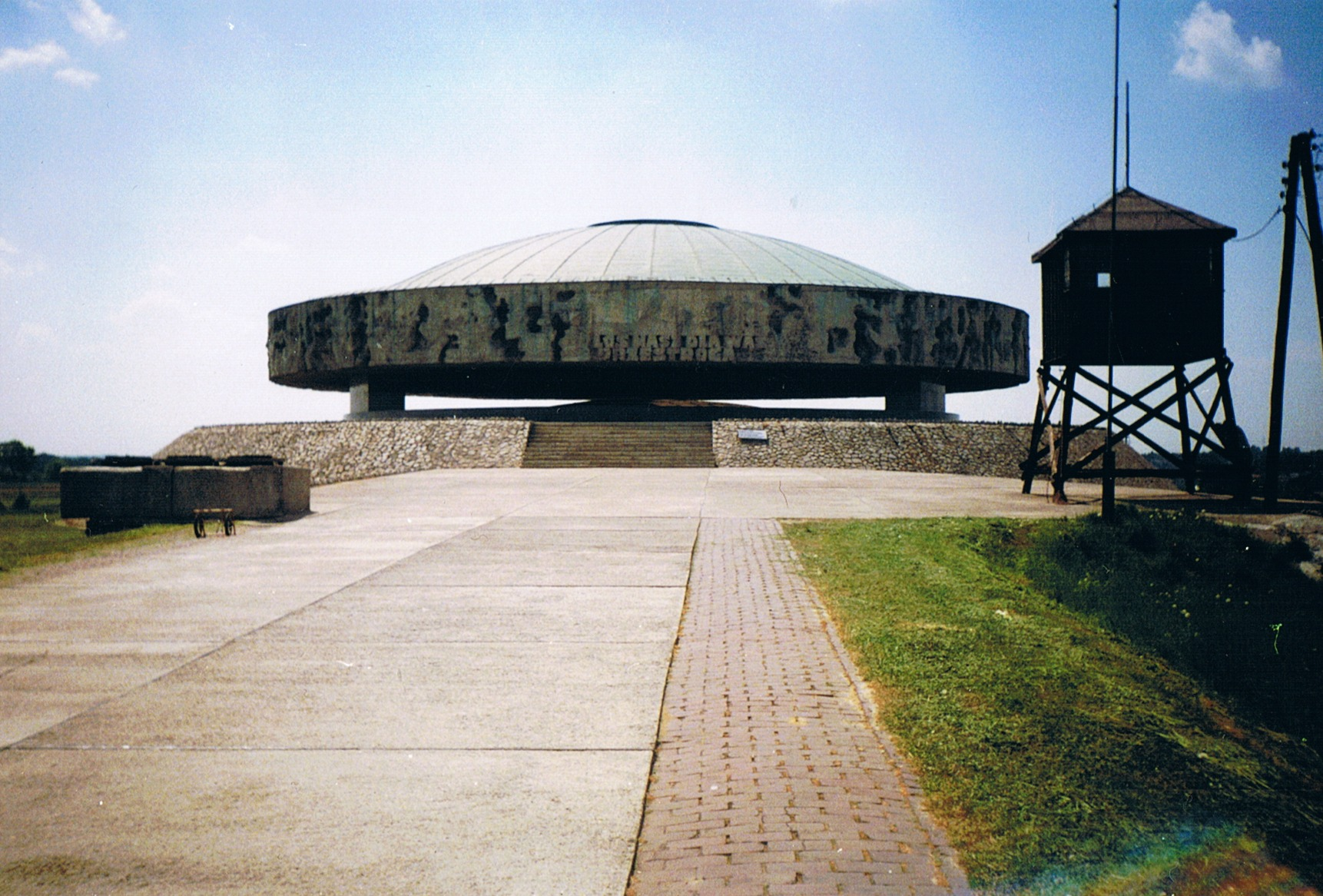
Panoramica del memoriale contenente le ceneri delle vittime del campo.

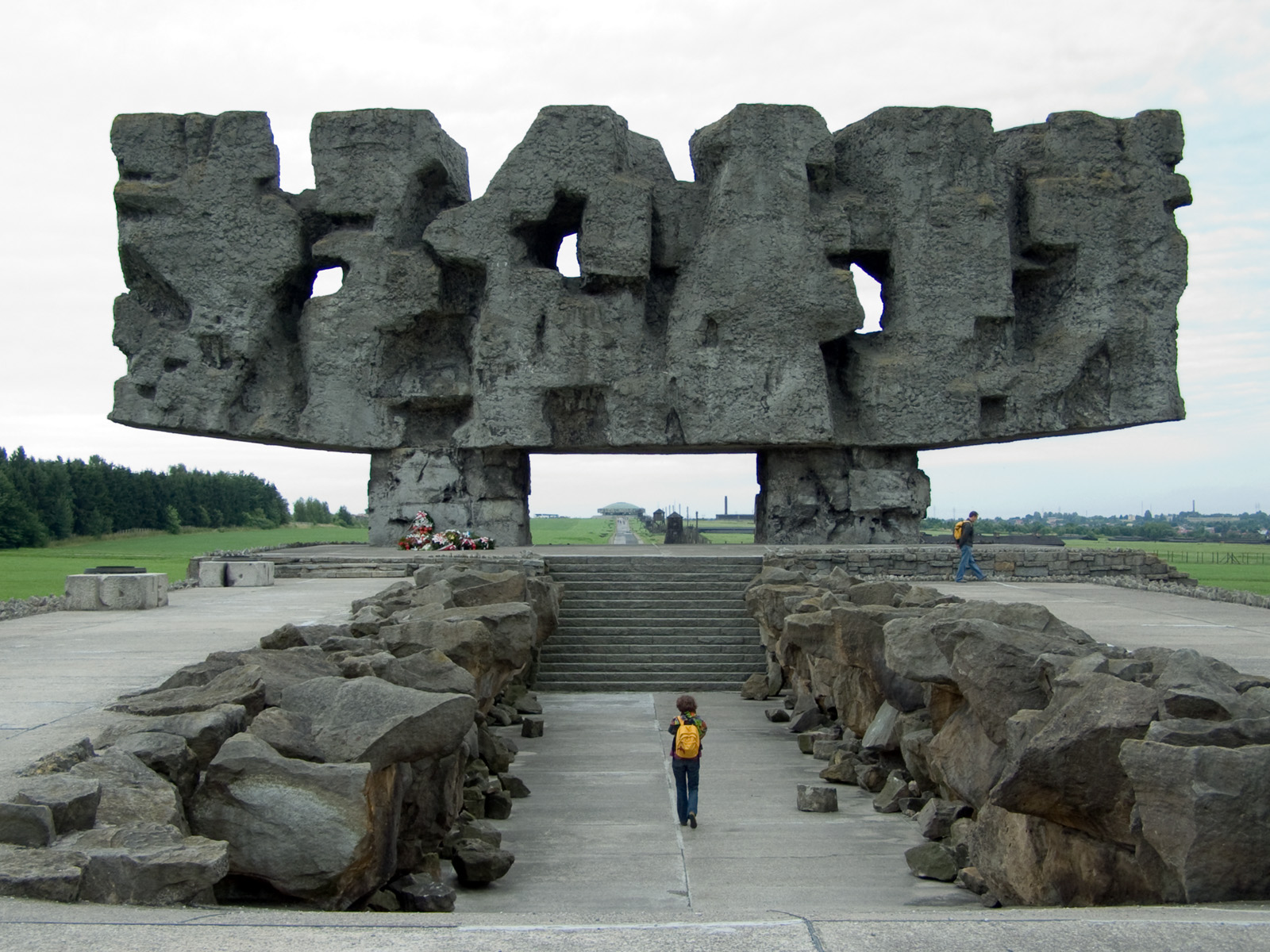
Il pilone simbolico di Majdanek nel 64º anniversario della liquidazione del campo. Il rilievo, che assomiglia a un segno yiddish vuole rappresentare i corpi mutilati.

Dopo la liberazione del campo da parte dell'Armata Rossa il 23 luglio 1944, il sito fu formalmente protetto. Con la guerra ancora in corso, fu conservato come museo fin dall'autunno del 1944. Rimane ancora oggi uno dei migliori esempi di come era fatto un campo di sterminio nazista, con le camere a gas e i forni crematori in gran parte intatti.
Il campo divenne un monumento statale del martirologio con decreto del 1947 del Parlamento polacco. Nello stesso anno circa 1.300 m3 di terreno superficiale misto alle ceneri umane e ai frammenti di ossa furono raccolti e sistemati in un grande tumulo, poi trasformato in mausoleo.
A confronto, il campo di concentramento di Auschwitz, liberato sei mesi dopo, il 27 gennaio 1945, fu dichiarato monumento nazionale nell'aprile 1946, ma consegnato alla Polonia dall'Armata Rossa solo nel 1947. L'atto del Parlamento polacco del 2 luglio 1947 li dichiarò entrambi monumenti di stato del martirologio. Majdanek ricevette lo status di museo nazionale della Polonia nel 1965.
I tedeschi in ritirata non ebbero il tempo di distruggere la struttura. Durante i 34 mesi di attività solo nel campo principale di Majdanek furono assassinate più di 79.000 persone (59.000 dei quali ebrei polacchi); tra 95.000 e 130.000 persone morirono nell'intero sistema di sottocampi di Majdanek. Circa 18.000 ebrei furono uccisi a Majdanek il 3 novembre 1943, durante il più grande massacro dell'Olocausto compiuto in un solo giorno e in un solo campo, noto come operazione Erntefest, per un totale di 43.000 persone in due sottocampi.
Nel 1969, in occasione del 25º anniversario della liberazione di Majdanek, sul terreno dell'ex campo di sterminio fu eretto il monumento dedicato alle vittime dell'Olocausto, progettato dallo scultore e architetto polacco Wiktor Tołkin, che progettò anche la lapide simbolica a Stutthof. Il monumento si compone di tre parti: il pilone simbolico, la strada e il mausoleo, contenente il tumulo fatto con le ceneri delle vittime. Il museo possiede anche gli archivi lasciati dalle SS dopo il fallito tentativo di distruzione da parte dell'Obersturmführer Anton Thernes, processato poi nei processi Majdanek.

## Storia recente
Nel 2003 è stato eretto un nuovo obelisco in memoria delle vittime dell'Erntefest. Nel 2004 è stata inaugurata una nuova sede del Museo presso il vicino campo di sterminio di Belzec, creato per completare l'Operazione Reinhard durante l'Olocausto. Nel 2005 sono stati condotti ulteriori lavori archeologici, che hanno portato alla scoperta di nuovi oggetti sepolti nel campo dai prigionieri ebrei nel 1943.
Insieme al Muzeum Stutthof e al Museo statale di Auschwitz-Birkenau, il 2 settembre 2009 il Museo di Majdanek è stato insignito della Medaglia d'Oro Gloria Artis, consegnata dal vice segretario di stato Tomasz Merta, per gli eccezionali contributi alla cultura polacca.
Nella notte tra il 9 e il 10 agosto 2010 si è verificato un enorme incendio in una delle baracche, in cui, secondo l'amministrazione del museo, sono andate distrutte circa 7.000 paia di scarpe dei prigionieri. La causa del rogo è sconosciuta.
Il museo sconsiglia di portare a Majdanek i bambini sotto i 13 anni, perché è richiesto il rispetto del silenzio. Dal 1º maggio 2012 il museo funge anche da sede principale del vicino Museo di Sobibor.